# 111.ª Divisão de Infantaria (Alemanha)
A 111ª Divisão de Infantaria (em alemão:111. Infanterie-Division) foi uma unidade militar que serviu no Exército alemão durante a Segunda Guerra Mundial.

## Comandantes
| Comandante                               | Data                                         |
| ---------------------------------------- | -------------------------------------------- |
| General der Infanterie Otto Stapf        | 5 de novembro de 1940 - 1 de janeiro de 1942 |
| General der Infanterie Hermann Recknagel | 1 de janeiro de 1942 - 15 de agosto de 1943  |
| Generalmajor Werner von Bülow            | 15 de agosto de 1943 - 30 de agosto de 1943  |
| General der Infanterie Hermann Recknagel | 30 de agosto de 1943 - 1 de novembro de 1943 |
| Generalmajor Erich Gruner                | 1 de novembro de 1943 - 12 de maio de 1944   |

## Oficiais de operações
| Oberst Hans Stoch                  | novembro de 1940 - 1 de maio de 1942 |
| Oberst Alfred Philippi             | 1 de maio de 1942 - janeiro de 1943  |
| Major Hasso Freiherr von Puttkamer | julho de 1943 - novembro de 1943     |
| Oberstleutnant Alexander Franz     | ? - 12 de maio de 1944               |

## Área de operações
| Alemanha                   | novembro de 1940 - junho de 1941 |
| Frente Oriental, setor sul | junho de 1941 - maio de 1944     |